# HD 166473
HD 166473 eller V694 Coronae Australis, är en ensam stjärna belägen i norra delen av stjärnbilden Södra kronan. Den har en skenbar magnitud av ca 7,95 och kräver en handkikare eller ett mindre teleskop för att kunna observeras. Baserat på parallax enligt Gaia Data Release 3 på ca 7,17 mas beräknas den befinna sig på ett avstånd av ca 455 ljusår (ca 140parsec) från solen.

## Observation

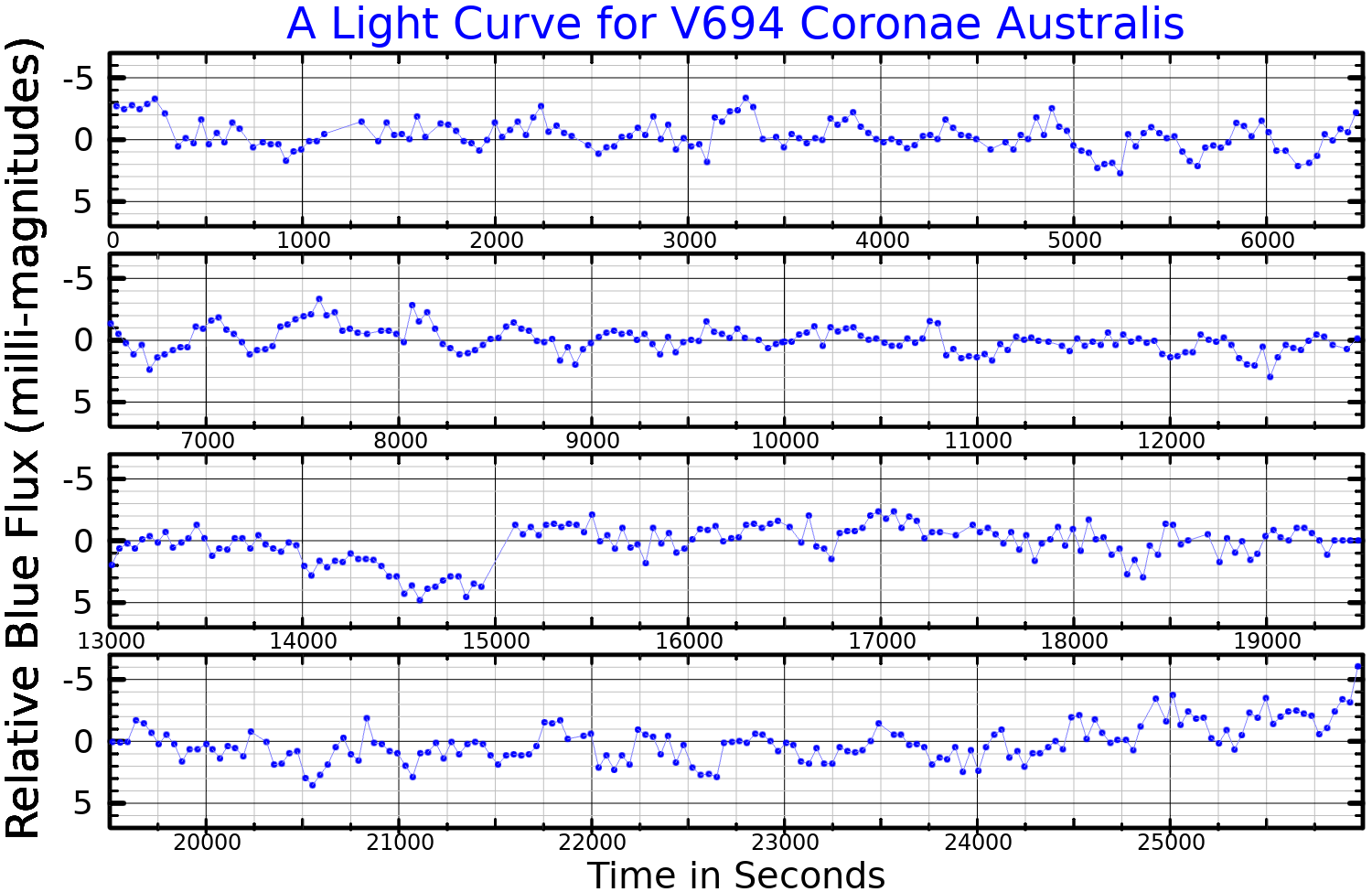
EN ljuskurva i blå bandet för HD 166473, anpassad från Kurtz & Martinez (1987)

Stjärnans variationer upptäcktes först 1987, med tre distinkta frekvenser som var och en motsvarar perioder mellan 8,8 och 9,1 minuter och har låga amplituder mellan 0,25 och 0,49 millimagnitud. Eftersom frekvenserna inte är lika åtskilda kan de inte förklaras med hjälp av den sneda pulsatormodellen, vilket är ovanligt eftersom modellen i allmänhet noggrant kan avbilda pulseringar av roAp-stjärnor.
År 2003 upplöstes pulseringarna ytterligare i stående och vandringsvågor i stjärnatmosfären med hjälp av VLT, vilket gjorde HD 166473 till den första stjärnan förutom solen för sådana observationer.
År 2020 bestämdes stjärnans rotationsperiod till 3 836 dygn (10,50 år), vilket gör den till den fjärde Ap-stjärnan någonsin med en rotationsperiod som överstiger tio år, vars magnetfält har observerats under en hel cykel eller mer.

## Egenskaper
Som man tror är fallet med de flesta roAp-stjärnor, har den ett överskott av sällsynta jordartsmetaller såväl som krom och kobolt, solliknande nivåer av järn och nickel och brist på kol och syre.
HD 166473 har ett av de starkaste magnetfälten av någon Ap-stjärna på upp till −4160 ± 226 G, omkring tiotusen gånger starkare än jordens magnetfält (0,25-0,65 G). Magnetfältets styrka och orientering är starkt korrelerad med det skikt av atmosfären som specifika element landar i. Detta kan ses i skillnaden i radiella hastighetsvariationer orsakade av stjärnans pulseringar, som observeras i emissionslinjerna av olika element inom stjärnans spektrum. I synnerhet visar sällsynta jordartsmetaller en amplitud så hög som 110 m/s, medan andra element som järn inte visar några tecken på variation alls.
Den har också en extremt långsam rotation och tar över ett decennium för att rotera ett varv. Som jämförelse är solens rotationsperiod endast 25,38 dygn. Trots detta är stjärnans magnetiska egenskaper i stort sett desamma som hos Ap-stjärnor som roterar snabbare.